# MGM+
MGM+ (anteriormente conocido como Epix) es un servicio de streaming OTT de películas, series y un canal de televisión por cable y satélite premium estadounidense propiedad de la subsidiaria MGMPlus Entertainment de Metro-Goldwyn-Mayer (MGM), que a su vez es una subsidiaria de Amazon MGM Studios. Su programación consta de películas estrenadas en cines recientes y más antiguas, series de televisión originales, documentales y especiales de música y comedia.
Lanzado en los Estados Unidos en octubre de 2009, Epix está dirigido por Michael Wright. Desde que se unió a la cadena en noviembre de 2017, Epix ha anunciado muchas series nuevas, incluida Godfather of Harlem, protagonizada por Forest Whitaker; Pennyworth, la historia de origen del mayordomo de Batman, Alfred; Perpetual Grace, LTD, protagonizada por Ben Kingsley y Jimmi Simpson; Deep State; una serie sin guion llamada Unprotected Sets producida por Wanda Sykes; y el regreso de The Contender.
Dependiendo de la disponibilidad de de cualquiera de estos últimos servicios, sus tres canales multiplex son vendidos por la mayoría de los distribuidores tradicionales de programación de video multicanal, ya sea como servicios premium o como parte de niveles de películas digitales a la carta , así como también por over-the-top. MVPD Sling TV, DirecTV Stream, Philo, FuboTV y YouTube TV.
El servicio también se vende directamente al consumidor a través de un servicio de transmisión patentado Epix Now, y a través de suscripciones a la carta independientes de una plataforma de televisión paga tradicional vendida por Apple TV Channels, Amazon Video Channels y The Roku Channel. Cada plataforma digital proporciona una biblioteca de contenido de video a pedido y transmisiones en vivo de los canales de televisión lineales de Epix. (Epix Now y el canal Amazon Video brindan transmisiones de los cuatro canales múltiplex de Epix; los suscriptores de Apple y Roku reciben solo la transmisión de la costa este del canal principal de Epix).

## Historia
La formación de Epix se anunció el 21 de abril de 2008, después de que fracasaran las negociaciones individuales entre Paramount Pictures, MGM, Walt Disney Pictures y Lionsgate con Showtime para renovar sus acuerdos de producción cinematográfica existentes; cada uno de los tres estudios no estuvo de acuerdo con Showtime sobre las tarifas de licencia por las que querían que Showtime los compensara para permitir que futuros lanzamientos se emitieran en los servicios de Showtime Networks. En diciembre de 2008, los tres estudios, que nombraron a su empresa de propiedad conjunta para el canal, Studio 3 Partners (rebautizada como Epix Entertainment LLC al pasar a ser propiedad exclusiva de MGM), seleccionaron el nombre "Epix" para su lineal premium. servicio de televisión y bajo demanda; la asociación anunció formalmente el lanzamiento de Epix en elConvención de la Asociación Nacional de Ejecutivos de Programas de Televisión (NATPE) el 27 de enero de 2009. Mark Greenberg, quien anteriormente se desempeñó como ejecutivo de marketing en HBO, vicepresidente ejecutivo de Showtime y director gerente de la firma de consultoría y gestión MSCGI (cuyos clientes incluido Blockbuster Entertainment, Comcast y Lionsgate), creó el plan comercial y la estrategia, luego se asoció con el consorcio Lionsgate/MGM/Paramount para construir y lanzar la red. Greenberg se desempeñó como presidente fundador y director ejecutivo (CEO) de Epix, liderándola desde su creación a principios de 2008 hasta su adquisición por parte de MGM, hasta que renunció después de un mandato de nueve años en septiembre de 2017.
Epix se lanzó oficialmente a las 8:00 p. m., hora del este, el 30 de octubre de 2009 en los sistemas Verizon FiOS, convirtiéndose en el primer canal de cable premium de Estados Unidos. Liberty Media y Tele-Communications Inc. lanzó Starz 15 años antes, el 1 de febrero de 1994. El primer programa que se emitió en el canal fue la película Iron Man , seguida del concierto especial Madonna Sticky & Sweet Tour: Live from Buenos Aires. Inicialmente un servicio de un solo canal, Epix se ofreció a los suscriptores de Verizon FiOS, que transmitió el canal de forma gratuita durante su primer fin de semana, por $ 9.99 por mes (significativamente menos que las tarifas de suscripción de otros canales premium, que normalmente varían en precio desde $12.99 a $17.99 por mes). Epix también proporcionó a los clientes, incluidos aquellos que no eran suscriptores de Verizon FiOS, vistas previas gratuitas del servicio en línea cada fin de semana hasta finales de noviembre de 2009, lo que permitió el acceso al contenido de la película del sitio web mediante códigos de invitación otorgados por orden de llegada.
El futuro de Epix se puso en tela de juicio a través de transacciones que involucraron a Paramount Pictures y Lionsgate durante la segunda mitad de 2016. El 30 de junio de 2016, Lionsgate acordó adquirir Starz Inc. (la empresa matriz del servicio de pago rival Starz, y sus cadenas hermanas Starz Encore y MoviePlex) por 4.400 millones de dólares en efectivo y acciones.
En una reunión de inversores a principios de enero de 2017, el director ejecutivo de Lionsgate, Jon Feltheimerdio a entender que exploraría opciones estratégicas con respecto a su participación en Epix, incluida una posible venta que le permitiría concentrarse en Starz, de la cual Lionsgate completó su compra el 8 de diciembre de 2016, Feltheimer afirmó que Epix "es muy valioso y está tirando efectivo, y que Viacom y MGM se darían cuenta del valor, cualquiera que sea la forma en que todos decidamos que es mejor para nuestras empresas". Los analistas financieros estimaron que Epix estaría valorado entre $1 mil millones y $ 2mil millones (individualmente, el interés de Lionsgate en el canal estaba valorado en $ 458 millones, el interés de MGM estaba valorado en alrededor de $277,7 millones y el interés de Viacom se estimó en alrededor de $739 millones). El 26 de enero, fuentes confidenciales de Studio 3 Partners confirmaron a Reutersque Lionsgate había iniciado conversaciones para vender su participación del 31% en Epix a MGM y Paramount/Viacom; si se llegara a un acuerdo, los dos socios restantes se habrían convertido en socios 50-50 en Epix.
El 9 de marzo de 2017, Reuters informó que MGM estaba en conversaciones para comprar las participaciones en Epix en manos de Lionsgate y Viacom (el último de los cuales buscaba vías, incluida la venta de activos no estratégicos, para pagar su deuda de $12 mil millones). carga y concentrarse en la reestructuración de Paramount Pictures y los servicios de Viacom Media Networks).
Estas conversaciones culminaron en un acuerdo formal anunciado el 5 de abril de 2017, en el que MGM, Viacom y Lionsgate anunciaron que habían llegado a un acuerdo para que MGM adquiriera el 80,91% de los intereses combinados de Paramount/Viacom y Lionsgate, lo que totalizaba un 49,76% y un 31,15%, respectivamente, en Epix por $1,032 mil millones (un precio de compra basado en una evaluación total de $1,275 mil millones para el canal, teniendo en cuenta $75 millones en tarifas de distribución entre cada uno de los socios). El 11 de mayo de 2017, MGM anunció que había completado la adquisición de Viacom y la participación del 80,9% de Lionsgate en Epix, lo que le otorgaba el control total de la red premium.
El 26 de mayo de 2021, Amazon anunció su intención de adquirir MGM Holdings por 8450 millones de dólares; la pandemia de COVID-19 y el creciente dominio del mercado de transmisión debido al cierre de las salas de cine durante la peor parte de la pandemia se citaron como factores que contribuyeron a la decisión de venta de MGM. Se espera que cierre a mediados de 2022, sujeto a aprobaciones regulatorias y otras condiciones de rutina de cierre de ventas, MGM y sus divisiones continuarían operando bajo la nueva empresa matriz como una etiqueta bajo el brazo de contenido existente de Amazon. No está claro si Epix Now continuaría vendiéndose por separado de Prime Video, si Epix continuaría vendiéndose a la carta a través de Apple TV Channels y The Roku Channel, que compiten con la plataforma interna Prime Video Channels de Amazon, o si continuará manteniendo sus acuerdos de sublicencia de biblioteca de películas con Hulu y Paramount+ luego del cierre de la venta. La fusión finalizó el 17 de marzo de 2022.

## Programación

### Películas
Actualmente, Epix tiene acuerdos exclusivos con estudios de cine independientes grandes y pequeños. A partir de abril de 2020, las películas que se presentan en el canal incluyen principalmente lanzamientos recientes y contenido de la biblioteca de películas de dos de las matrices corporativas originales de la red: Metro-Goldwyn-Mayer, matriz actual de Epix (junto con contenido de la subsidiaria Orion Pictures y productos de biblioteca de United Artists, The Samuel Goldwyn Company, Motion Picture Corporation of America y PolyGram Filmed Entertainment), Paramount Pictures, propiedad de Paramount Global (junto con contenido cinematográfico de sus subsidiarias Paramount Players, Paramount Animation, MTV Films, Comedy Central Films, BET Films y Nickelodeon Movies , así como productos de biblioteca de las ahora desaparecidas unidades Paramount Vantage, Republic Pictures e Insurge Pictures), así como Lions Gate Entertainment (junto con contenido de las subsidiarias Summit Entertainment, Grindstone Entertainment Group y Pantelion Films y unidades ahora desaparecidas/antiguas Mandate Pictures, Artisan Entertainment, Codeblack Films, Mandalay Pictures, Maple Pictures, Prism Pictures y Trimark Pictures, todas para películas estrenadas antes de 2019), además de largometrajes de Samuel Goldwyn Films y Roadside Attractions (Lionsgate tiene una participación del 45% en Roadside, y el interés restante lo tienen principalmente los fundadores del estudio Howard Cohen y Eric d'Arbeloff.)

### Deportes
El 19 de marzo de 2011, Epix se convirtió en el tercer canal de cable premium, después de HBO y Showtime, en transmitir eventos de boxeo profesional con la transmisión de una pelea por el título de peso pesado entre Vitali Klitschko y Odlanier Solis, celebrada en Colonia, Alemania. Además de transmitirse en el canal lineal Epix, la pelea también se transmitió en vivo en el sitio web del canal.
Epix también actúa como titular de los derechos de transmisión del torneo de artes marciales mixtas Bellator Fighting Championships , que transmite sus eventos a través del canal múltiplex Epix 2, en lugar del canal principal.
Comenzando con la temporada 2014-15 de la Liga Nacional de Hockey y concluyendo hasta la temporada 2016-17, Epix también tenía los derechos para transmitir series documentales previas a algunos de los principales eventos de la liga, comenzando con el Clásico de Invierno de 2015. Esto se suspendió para la temporada 2017-18, cuando esas series se trasladaron a NBCSN.